# 400-й самохідний артилерійський полк (РФ)
400-й гвардійський самохідний артилерійський Трансильванський Червонопрапорний, ордена Богдана Хмельницького полк (400 САП, в/ч 15871) — тактичне формування сухопутних військ СРСР та сухопутних військ Російської Федерації. Дислокується в місті Чебаркуль Челябінської області. Входить до складу 90-ї гвардійської танкової дивізії.

## Історія
В період з 1945—1997 був в складі 6-ї гвардійської мотострілецької дивізії (в період 1985—1997 — дивізія була 90-ю гвардійською танковою). Полк розформовано в 1997 році разом з 90-ю гвардійською танковою дивізією. Заново сформовано в 2018 році в складі 90-ї гвардійської танкової дивізії.

## Озброєння та військова техніка
Станом на 2020 рік на озброєнні в полку знаходились 9К51, 2С3, 9К57.